# 반남초등학교
반남초등학교는 대한민국 전라남도 나주시 반남면 신촌리에 있는 공립 초등학교이다.

## 학교 연혁
- 1925년 6월 11일 반남공립보통학교(4년제 2학급) 개교
- 1938년 4월 1일 반남공립심상소학교 (명칭 변경[1])
- 1941년 4월 1일 반남공립국민학교 (명칭 변경[2])
- 1950년 4월 1일 반남국민학교로 개칭
- 1981년 3월 16일 병설유치원 개원
- 1995년 3월 1일 청송분교장 통폐합
- 1996년 3월 1일 반남초등학교 (명칭 변경[3])
- 2020년 2월 10일 제93회 졸업(졸업생 누계 6,380명)
- 2020년 9월 1일 제35대 이정희 교장 부임

## 학교 상징
- 교화 - 철쭉 : 철쭉 진달래과에 속하는 다년생 낙엽관목으로 꽃은 연분홍색으로 봄철에 핌. 우리 학교 중간 뜰에 집단으로 단지가 조성되어 근면,끈기,성실성을 보여줌.
- 교목 - 향나무 : 향나무 겉씨 식물인 측백나무과에 속하는 상록수로 본교 곳곳에 심어져 있으며 푸른기상과 굳은의지, 그리고 높은 이상을 보여주고 있음
- 교색 - 녹색 : 녹색 학교주변이 짙푸른 녹색으로 둘러싸여 젊음과 푸르른 희망을 전해주고 있음.

## 참고 자료
- 반남초등학교 - 한국교육학술정보원 학교알리미